# Hatakeyama Masanaga
Hatakeyama Masanaga (畠山 政長?; 1442 – 9 giugno 1493) è stato un daimyō giapponese del periodo Muromachi appartenente al ramo Kawachi-Hatakeyama della provincia di Kawachi. Secondo alcune fonti fu lui ad inventare lo horo, un tipo di mantello utilizzato dalle guardie del corpo o dai messaggeri sul campo di battaglia per incrementare la loro visibilità..

## Biografia
Masanaga è noto per la sua disputa con Hatakeyama Yoshinari nel 1467 per la posizione di Kanrei. Questa diatriba si allargò fino a diventare un grande conflitto che finì per coinvolgere anche Hosokawa Katsumoto e Yamana Sōzen dando inizio alla guerra Ōnin. Masanaga e Yoshinari furono alquanto inattivi durante questo periodo poiché sia Yamana che Hosokawa li avevano avvertiti che il primo che avesse ingaggiato battaglia sarebbe stato dichiarato un ribelle dallo shogunato. Diventare "ribelle" a quei tempi significava perdere alleanze e onore. Entrambi furono presto coinvolti in una guerra più grande, e Masanaga morì combattendo contro Ōuchi Masahiro, uno dei generali di Yamana.